# Colégio Gentil Bittencourt
O Colégio Gentil Bittencourt (abreviado CGB), inicialmente chamado Colegio Nossa Senhora do Amparo, é uma instituição de ensino particular brasileira, fundada em 1804, situada no bairro de Nazaré da cidade brasileira de Belém (estado do Pará). Surgido como asilo feminino, tornou-se Escola Normal em 1874, sendo uma das instituições educacionais mais antigas do país em funcionamento.
Inicialmente, em 1804, era um abrigo feminino para indígenas pobres trazidas do interior do Pará por D. Manoel de Almeida Carvalho (pastor da diocese paraense). que fazia um trabalho filantrópico, decorrente do recebimento de doações da população, passou a chamar-se de Recolhimento das Educandas, funcionando em uma casa alugada.
Seu atual edifício foi erguido entre 1893 e 1899 pelos governadores Lauro Sodré e José Paes de Carvalho, no auge da borracha na Amazônia.

## História
O colégio foi fundado pelo bispo católico Dom Manuel de Almeida de Carvalho em 10 de junho de 1804, como um asilo para educar meninas. A instituição funcionou em casas alugadas até 1865, quando o Dr. José Vieira Couto de Magalhães efetivou a compra de um prédio para instalar o colégio.
O atual edifício foi erguido entre 1893 e 1899 pelos governadores Lauro Sodré e José Paes de Carvalho, no auge da ciclo da borracha na Amazônia. Em 1897, o então governador Paes de Carvalho decretou a mudança na denominação de Colégio de Nossa Senhora do Amparo para Instituto Gentil Bittencourt, em homenagem aos serviços prestados pelo Dr. Gentil Augusto de Moraes Bittencourt.
Foi reformado pelo governador Augusto Montenegro em 1904, e dado à administração das freiras italianas Filhas de Santa Ana. O internato era previsto apenas para mulheres, e foi a primeira instituição de ensino administrada pelas Filhas de Santa Ana fora da Itália.
Em 1972 passou a ser misto e hoje incorpora a educação infantil, o ensino fundamental e o ensino médio. Em 2003, ganhou o Prêmio Qualidade Brasil como melhor colégio do norte do país.

## Círio de Nazaré
Na antevéspera do Círio de Nazaré, sai a rodo-romaria da capela do Colégio. O evento é o início das homenagens que anualmente são prestadas a Maria mãe de Jesus (Nossa Senhora de Nazaré).
A Festividade do Círio de Nazaré se encerra com a Procissão do Recírio, na qual a Imagem de Nossa Senhora de Nazaré é transportada da Basílica de Nazaré até a capela do Colégio Gentil Bittencourt, que é o local onde a imagem fica guardada na maior parte do ano.